# レインフォレストコアラ
レインフォレストコアラ（Nimiokoala greystanesi）は、哺乳綱双前歯目コアラ科レインフォレストコアラ属に分類される絶滅した有袋類である。中新世初期から中期（2300〜1600万年前）にかけてクイーンズランド北西部に生息していた。気候変動が原因で絶滅したと考えられている。現在のコアラよりは一般的な食生活を送っていたと考えられるが、詳しい食物の好みは不明である。